# Фаида (пьеса)
«Фаида» (др.-греч. Θαΐς) — комедия древнегреческого драматурга Менандра (IV—III века до н. э.), от которой сохранился только ряд фрагментов в виде цитат у других античных авторов. Время написания и постановки неизвестны. Название пьесы совпадает с именем гетеры Таис, жившей в IV веке до н. э. и заслужившей репутацию роковой соблазнительницы. Марциал в одной из своих эпиграмм утверждал, что Таис была «первой игривой страстью» Менандра.
Судя по упоминаниям у Проперция и Алкифрона, «Фаида» принадлежала в античную эпоху к числу наиболее известных пьес Менандра.